# Halesus digitatus
Halesus digitatus – gatunek chruścika z rodziny bagiennikowatych (Limnephilidae). Larwy budują przenośne domki z fragmentów detrytusu.
Gatunek euroazjatycki zasiedlający całą Europę, larwy spotykane w strumykach, rzekach i jeziorach. Potamobiont i limnefil, larwy preferują brzeg zadrzewiony i dno niezarośnięte.
Larwy często i licznie łowione w jeziorach lobeliowych Pojezierza Pomorskiego, sporadycznie w Jeziorze Żarnowieckim, w zgrupowaniu obok Limnephilus flavicornis i Anabolia laevis, w wielu siedliskach, najliczniej w szuwarach turzycowych, dnie piaszczystym i dnie kamienistym, ponadto w oczeretach, napływkach, na gałęziach i w izoetydach, preferował płytsze głębokości. Na Pojezierzu Mazurskim spotykano larwy w wielu jeziorach, najczęściej śródleśnych, zdecydowanie najliczniej na dnie niezarośniętym, sporadycznie w szuwarach i elodeidach. Imagines złowiono nad Jeziorem Mikołajskim. Obecność wykazywana w stawach tatrzańskich (Riedel 1962).
Rzadko spotykany w jeziorach Łotwy, Niemiec, górskich i przepływowych jeziorach Bałkanów.